# Battaglia di Velasco
La Battaglia di Velasco, combattuta dal 25 al 26 giugno 1832, fu il primo vero conflitto militare tra Messico e texani durante la Rivoluzione Texana. Cominciò quando la milizia texana attaccò Forte Velasco, situato in quella che allora era Velasco e quella che oggi è la città di Surfside Beach. Domingo de Ugartechea, il comandante messicano, cercò di impedire ai texani, sotto John Austin, di trasportare un cannone lungo il fiume Brazos per attaccare la città di Anahuac. La milizia texana alla fine ha prevalso sui messicani. Ugartechea si arrese dopo una battaglia di due giorni, quando si rese conto che non avrebbe ricevuto rinforzi e i suoi soldati avevano quasi finito le munizioni.

## Sfondo
Dopo che il Messico ottenne l'indipendenza dalla Spagna nel 1821, legalizzò l'immigrazione dagli Stati Uniti e dall'Europa. All'epoca c'erano pochi messicani che vivevano nel Texas orientale, con l'aumento della popolazione anglofona, le autorità messicane iniziarono a temere che gli Stati Uniti volessero annettere il Texas. Il 6 aprile 1830 il governo messicano approvò una serie di leggi che limitavano l'immigrazione dagli Stati Uniti al Texas.
Nel 1832, le autorità messicane stabilirono una piccola guarnigione a Velasco, una piccola comunità sulla sponda orientale del fiume Brazos.  Il nuovo posto aveva giurisdizione su tutto il commercio che entra nel fiume dal Golfo del Messico. Fu costruita una palizzata di tronchi su un terreno pianeggiante a circa 140 metri dal fiume Brazos, presidiavano il forte 100 soldati, sotto il comando del colonnello Domingo de Ugartechea.